# Lluïsa Carlota de Schleswig-Holstein-Sonderburg-Augustenburg
Lluïsa Carlota de Schleswig-Holstein-Sonderburg-Augustenburg (en alemany Luise Charlotte von Schleswig-Holstein-Sonderburg-Augustenburg) va néixer a Augustenburg el 13 d'abril de 1658 i va morir a Königsberg el 2 de maig de 1740. Era filla del duc Ernest Gunther (1609-1689) i la princesa Augusta de Schleswig-Holstein-Sonderburg-Glücksburg (1633-1701).

## Matrimoni i fils
L'1 de gener de 1685 es va casar a Augustenburg amb Frederic Lluís de Schleswig-Holstein-Sonderburg-Beck (1653-1728), fill del duc August Felip (1612-1675) i de la comtessa Maria Sibil·la de Nassau-Saarbrücken (1628-1699). El matrimoni va tenir onze fills:
- Dorotea (1685-1761), casada amb Jordi Frederic de Brandenburg-Bayreuth (1688-1735).
- Frederic Guillermo (1687-1749), hereu i successor del ducat, casat amb la comtessa Lluïsa Dabrowa, primer, i després amb Úrsula de Dohna-Schlodien (1700-1761).
- Frederic, nascut i mort el 1688.
- Sofia (1689-1693)
- Carles Lluís (1690-1774), casat amb Anna de Saxònia (1707-1769).
- Amàlia (1691-1693)
- Felip (1693-1729)
- Lluïsa (1694-1773), casada amb Albert de Seeguth.
- Pere August (1697-1775), casat amb Sofia de Hessen-Philippsthal (1695-1728).
- Sofia Enriqueta (1698-1768), casada amb Albert Cristòfol de Dohna-Schlobitten (1698-1752).
- Carlota (1700-1785), abadessa de Quedlinburg.